# 布萊克派恩 (愛達荷州)
布萊克派恩（英語：Black Pine）是位於美國愛達荷州奧奈達縣的一個鬼鎮。由於此地已於20世紀被荒廢，本地已無人居住。

## 地理
布萊克派恩的座標為42°04′21″N 112°58′49″W / 42.07250°N 112.98028°W，而該地的平均海拔高度為1466米（即4810英尺）。